# Джон Батлер, 2-й маркиз Ормонд
Джон Батлер (24 августа 1808 — 25 сентября 1854 года) — англо-ирландский аристократ, политик и пэр, 2-й маркиз Ормонд и 20-й граф Ормонд (1838—1854). Кавалер Ордена Святого Патрика.

## Биография

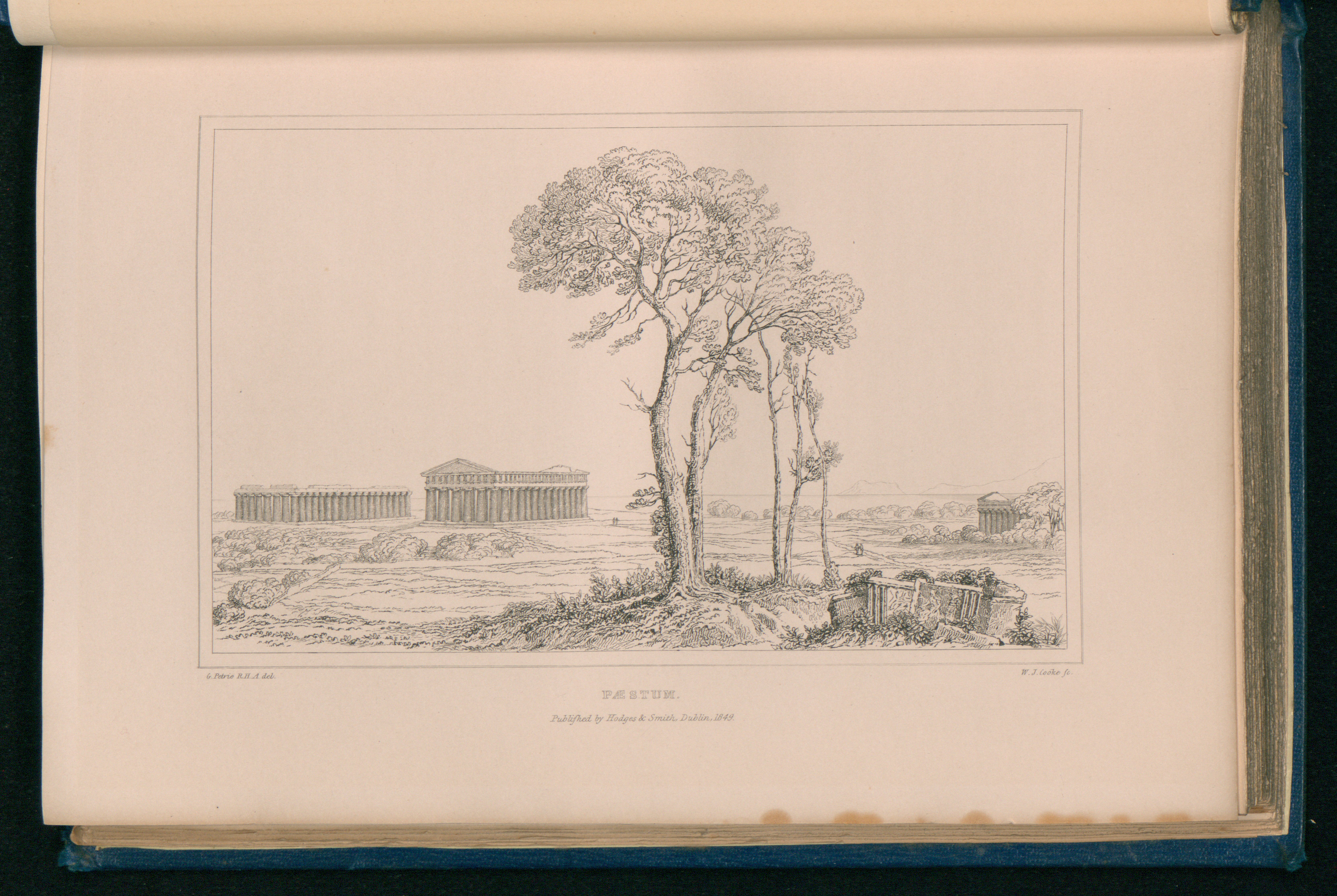
Картина Осенью на Сицилии (1850)

Родился 24 августа 1808 года. Старший сын Джеймса Уондесфорда Батлера, 1-го маркиза Ормонда (1777—1838), и Грейс Луизы Стейплс (ум. 1860), второй дочери ирландского политика Джона Стейплса (1736—1820).
Получил образование в школе Хэрроу (Харроу, Лондон). В 1830 году Джон Батлер был избран депутатом от графства Килкенни в Палату общин Великобритании, занимал эту должность до 1832 года. В 1845 году он был награжден Орденом Святого Патрика.
18 мая 1838 года после смерти своего отца Джон Батлер унаследовал титулы 2-го маркиза Ормонда, 20-го грфа Ормонда, 14-го графа Оссори, 12-го виконта Терлса и 2-го барона Батлера.
В 1841—1852, 1853—1854 годах Джон Батлер дважды занимал пост лорда в ожидании.
Он был автором картины «Осенью на Сицилии», Дублин, Ходжес и Смит, 1850 год.
25 сентября 1854 года Джон Батлер, 2-й маркиз Ормонд, скончался в возрасте 46 лет. Он был похоронен в соборе Святого Каниса в Килкенни. Ему наследовал его старший сын, Джеймс Батлер, 3-й маркиз Ормонд.

## Семья и дети
19 сентября 1843 года Джон Батлер женился на Фрэнсис Джейн Пэджет (ум. 26 августа 1903), дочери генерала достопочтенного сэра Эдварда Пэджета (1775—1849) и леди Гарриет Легг (ум. 1855). У супругов было четыре сына и две дочери:
- Достопочтенный Джеймс Батлер, 3-й маркиз Ормонд (5 октября 1844 — 26 октября 1919), был женат с 1876 года на леди Элизабет Гарриет Гровенор, дочь Хью Гровенора, 1-го герцога Вестминстерского, двое дочерей
- Леди Мэри Грейс Луиза Батлер (7 марта 1846 — 17 января 1929), жена с 11 июля 1877 года достопочтенного Уильяма Генри Фицуильяма (1840—1920), детей не имела
- Лорд Джеймс Герберт Томас Батлер (1847—1867), не женат и бездетен
- Достопочтенный Артур Батлер, 4-й маркиз Ормонд (23 сентября 1849 — 4 июля 1943), женат на богатой американке Эллен Старег (ум. 1951), четверо детей
- Лорд Теобальд Батлер[англ.] (24 августа 1852 — 16 июня 1929), женился на Аннабелле Брайдон Гордон, пятеро детей, в том числе Джеймс Батлер, 7-й маркиз Ормонд.
- Леди Бланш Генриетта Мэри Батлер (5 февраля 1854 — 6 февраля 1914), 14 июня 1882 года вышла замуж за полковника достопочтенного Катберта Эллисона Эдвардса (1838—1911), сына 3-го барона Кенсингтона, пять детей.